# HAT-P-69
HAT-P-69, TOI-625 — одиночная звезда в созвездии Гидры на расстоянии около 1093 световых лет (около 335 парсек) от Солнца. Видимая звёздная величина звезды — +9,774m. Возраст звезды определён как около 1,27 млрд лет.
Вокруг звезды обращается, как минимум, одна планета.

## Характеристики
HAT-P-69 — белая звезда спектрального класса A. Масса — около 1,698 солнечной, радиус — около 1,88 солнечного, светимость — около 10,987 солнечной. Эффективная температура — около 7676 K.

## Планетная система
В 2019 году командой астрономов, работающих в рамках проекта HATNet, было объявлено об открытии планеты HAT-P-69 b.